# Stiptopodius granulosus
Stiptopodius granulosus là một loài bọ cánh cứng trong họ Bọ hung (Scarabaeidae).